# Pedro Nueno Iniesta
Pedro Nueno Iniesta (Barcelona, 27 de maig de 1944) és un enginyer industrial, arquitecte tècnic i professor d'administració i direcció d'empreses.
Es llicencià en arquitectura tècnica l'any 1966 a l'Escola Politècnica Superior d'Edificació de Barcelona, en enginyeria industrial l'any 1968 a l'Escola Tècnica Superior d'Enginyeria Industrial de Barcelona, i l'any 1973 fou Doctor of Business Administration per la Graduate School of Business Administration de la Universitat Harvard.
És professor titular de la Cátedra Fundación Bertrán d'Iniciativa Empresarial de l'escola de negocis IESE des del 1987. El seu impuls a les empreses innovadores es desenvolupa també des de la presidència de Finaves, societat vinculada a aquella institució.
Ha estat impulsor de l'escola de negocis CEIBS (CHINA EUROPE INTERNATIONAL BUSINESS SCHOOL) situada a Shanghai.
Escriu habitualment a La Vanguardia i altres mitjans i ha publicat alguns llibres.
El 2003 va rebre la Creu de Sant Jordi. L'any 2010 va participar com a ponent a la primera edició del Fòrum Impulsa.

## Obres
- Compitiendo en el siglo XXI (2000)
- Cartas a un joven emprendedor (2007)
- Emprendiendo hacia el 2020 (2009)